# Giovanni Battista Braschi
Giovanni Battista Braschi, né le 11 juin 1656 à Cesena et mort le 24 novembre 1736, est un évêque et antiquaire italien.

## Biographie
Né à Cesena en 1664, d’une ancienne famille patricienne de cette ville, il est évêque de Sarsina, et archevêque titulaire de Nisibis (de). Il se lance dans l’étude des antiquités de sa patrie, et meurt en 1736.

## Œuvres
- Relatio status ecclesiæ Sarsinatis, Rome, 1704, in-4°.
- De tribus Statuis in romano Capitolio erutis anno 1720, ecphrasis iconographica, Rome, 1724, in-4°.
- De Familia Cæsennia antiquissimæ Inscriptiones, Rome, 1731, in-4° ;
- De vero Rubicone liber, seu Rubico Cæsenas, Rome, 1733, in-4° ;
- Memoriæ Cæsenates sacræ et profanes, Rome, 1738, in-4°.